# Rhaptonema latifolia
Rhaptonema latifolia är en tvåhjärtbladig växtart som beskrevs av Friedrich Ludwig Diels. Rhaptonema latifolia ingår i släktet Rhaptonema och familjen Menispermaceae. Inga underarter finns listade i Catalogue of Life.